# Style (EXILEの曲)
「Style」（スタイル）は、EXILEの2枚目のシングル。2001年12月12日にrhythm zoneから発売。

## 概要
前作「Your eyes only 〜曖昧なぼくの輪郭〜」から3カ月ぶりのシングル。

## 収録曲
1. Style [4:42]
作詞：Kenn Kato / 作曲・編曲：Face 2 fAKE
  - テレビ東京系『ASAYAN』エンディングテーマ
2. Style（ajapai Remix） [5:24]
編曲：ajapai for ajapai entertainment
3. Your eyes only 〜曖昧なぼくの輪郭〜（Eric Kupper Classic Mix）[3:50]
作詞：Kenn Kato / 作曲：Face 2 fAKE / 編曲： Eric Kupper for Hysteria Productions
  - 1stシングルアナログ盤収録曲
4. Your eyes only（Junior's Transpacific Mix） [8:57]
編曲：Junior Vasquez
  - 1stシングルアナログ盤収録曲
5. Style（Instrumental）[4:41]

## 収録アルバム
Style
- our style
- PERFECT BEST
  - SINGLE BEST